# Lethyna liliputiana
Lethyna liliputiana är en tvåvingeart som först beskrevs av Mario Bezzi 1924.  Lethyna liliputiana ingår i släktet Lethyna och familjen borrflugor. Inga underarter finns listade i Catalogue of Life.